# Símbolos del esperanto
Los símbolos del esperanto son los emblemas representativos del idioma esperanto a nivel mundial, estando en primer lugar el color verde como símbolo prominente de la lengua y formando parte de los demás elementos simbólicos del idioma.
Los símbolos del esperanto consisten en diversos símbolos similares a los usados por las entidades nacionales, para su representación en el mundo, siendo los símbolos más difundidos la bandera esperantista (Esperanto-flago) y la Estrella Verde (Verda stelo). El tercer símbolo que comprende los emblemas del Esperanto es el Símbolo aniversario creado en el centenario del idioma.

## Historia
Desde sus inicios el color verde se ha usado como elemento de reconocimiento mutuo en la comunidad esperantista y está en todos los símbolos posteriores.
La estrella verde (Verda Stelo) fue propuesta por primera vez en 1892 en un artículo de La Esperantisto como símbolo de reconocimiento mutuo entre los esperantistas. Las cinco puntas de la estrella simboliza los continentes como se contaban tradicionalmente (Europa, América, África, Asia y Oceanía).
La bandera del esperanto (Esperanta flago) fue inicialmente creada por el club de Esperanto de Boulogne-sur-Mer en Francia. En el año 1905 tuvo lugar en la localidad el primer Congreso Mundial de Esperanto (Universala Kongreso de Esperanto) donde se decidió aprobar la bandera como símbolo representativo del idioma. Simbólicamente el campo verde de la bandera simboliza esperanza, mientras que el recuadro blanco simboliza paz y la estrella representa los cinco continentes mediante sus 5 puntas
En 1987 se creó el tercer y último símbolo del esperanto, el símbolo Jubilea (jubilea simbolo) en celebración del centenario del idioma. El símbolo fue adoptado por diversos esperantistas que consideran a la bandera del Esperanto como un símbolo muy nacionalista para una lengua internacional. Consiste en una E latina en un lado y la Э cirílica (por Эсперанто) al otro, se puede interpretar como la unión de Occidente y Oriente. Una variación consiste en poner una pequeña estrella verde en la mitad de los dos e. Es usada como representación del movimiento esperantista como un todo por la UEA y la Esperanto League for North America.
Los tres símbolos se usan en forma conjunta en la mayoría de los eventos de las organizaciones o grupos esperantistas y se considera la preferencia y el uso de uno de los tres como algo personal.

La bandera del esperanto
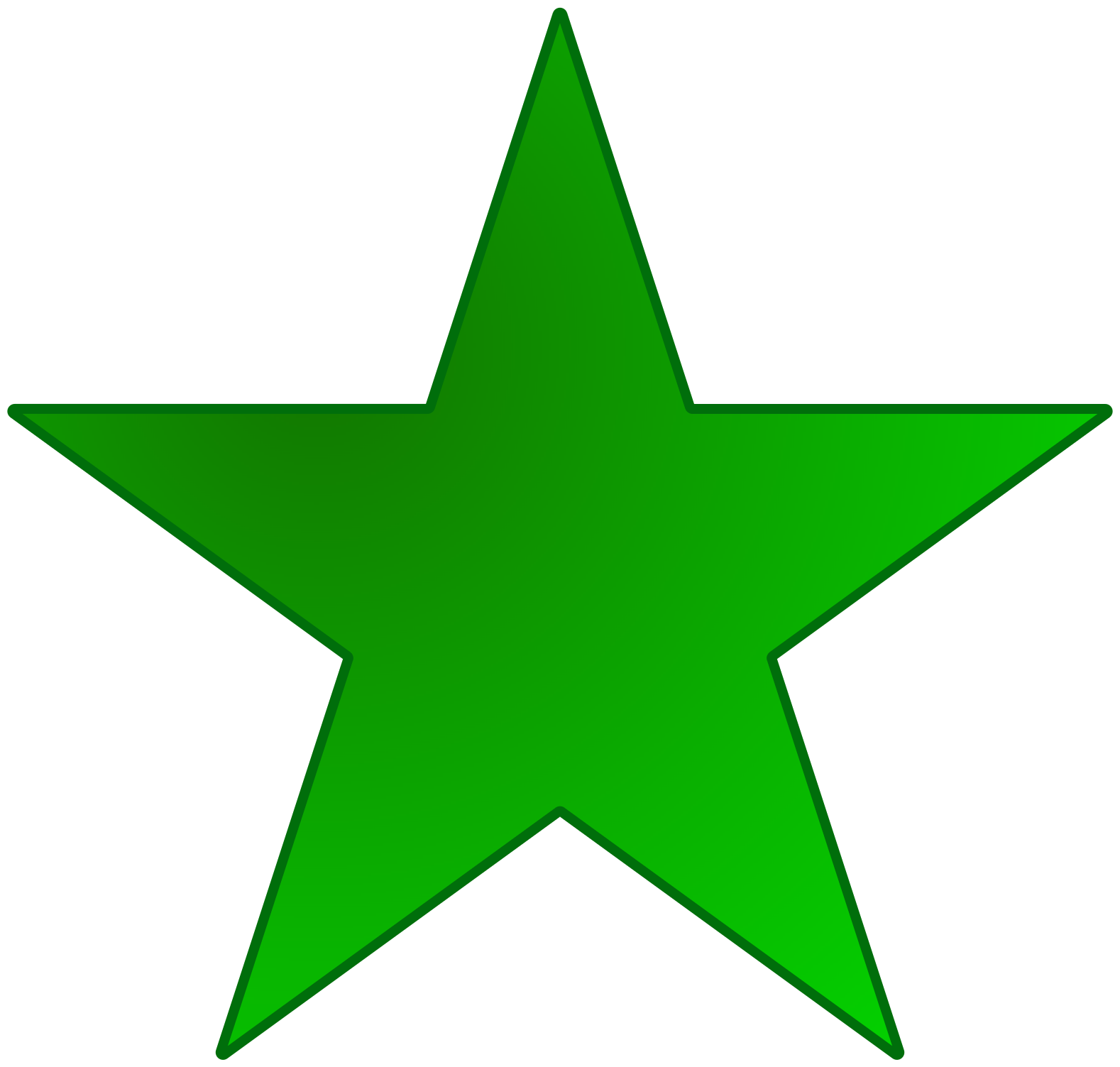
La estrella verde estilizada
El símbolo Jubilea